# Provincia Adamawa
Provincia Adamawa este o unitate administrativă de gradul I  a Camerunului. Reședința sa este orașul Ngaoundéré.